# العلاقات الفانواتية القطرية
العلاقات الفانواتية القطرية هي العلاقات الثنائية التي تجمع بين فانواتو وقطر.

## مقارنة بين البلدين
هذه مقارنة عامة ومرجعية للدولتين:
| وجه المقارنة                                              | فانواتو                                  | قطر           |
| --------------------------------------------------------- | ---------------------------------------- | ------------- |
| المساحة (كم2)                                             | 12.19 ألف                                | 11.44 ألف     |
| عدد السكان (نسمة)                                         | 276.24 ألف                               | 2.64 مليون    |
| الكثافة السكانية (ن./كم²)                                 | 22.66                                    | 230.77        |
| العاصمة                                                   | بورت فيلا                                | الدوحة        |
| اللغة الرسمية                                             | اللغة البسلاما، لغة فرنسية، لغة إنجليزية | اللغة العربية |
| العملة                                                    | فاتو فانواتي                             | ريال قطري     |
| الناتج المحلي الإجمالي (بليون دولار)                      | 862.88 مليون                             | 167.61 مليار  |
| الناتج المحلي الإجمالي (تعادل القوة الشرائية) بليون دولار | 790.76 مليون                             | 316.40 مليار  |
| الناتج المحلي الإجمالي الاسمي للفرد دولار أمريكي          | 2.81 ألف                                 | 73.65 ألف     |
| الناتج المحلي الإجمالي للفرد دولار أمريكي                 | 3.03 ألف                                 | 141.54 ألف    |
| مؤشر التنمية البشرية                                      | 0.594                                    | 0.850         |
| رمز المكالمات الدولي                                      | +678                                     | +974          |
| رمز الإنترنت                                              | .vu                                      | .qa           |
| المنطقة الزمنية                                           | ت ع م+11:00                              | ت ع م+03:00   |

## منظمات دولية مشتركة
يشترك البلدان في عضوية مجموعة من المنظمات الدولية، منها:
| علم المنظمة | اسم المنظمة                        | تاريخ انضمام فانواتو | تاريخ انضمام قطر |
| ----------- | ---------------------------------- | -------------------- | ---------------- |
|             | يونسكو                             | 10 فبراير 1994       | 27 يناير 1972    |
|             | مؤسسة التمويل الدولية              | 28 سبتمبر 1981       | 11 أكتوبر 2008   |
|             | منظمة حظر الأسلحة الكيميائية       | ?                    | ?                |
|             | منظمة التجارة العالمية             | ?                    | ?                |
|             | وكالة ضمان الاستثمار متعدد الأطراف | 27 يوليو 1988        | 22 أكتوبر 1996   |
|             | الاتحاد البريدي العالمي            | ?                    | ?                |
|             | الاتحاد الدولي للاتصالات           | 30 مارس 1988         | 27 مارس 1973     |
|             | الأمم المتحدة                      | 15 سبتمبر 1981       | 21 سبتمبر 1971   |
|             | البنك الدولي للإنشاء والتعمير      | 28 سبتمبر 1981       | 25 سبتمبر 1972   |
|             | المنظمة الهيدروغرافية الدولية      | ?                    | ?                |

## وصلات خارجية
- موقع وزارة الخارجية القطرية